# Anemone antucensis
Anemone antucensis là một loài thực vật có hoa trong họ Mao lương. Loài này được Poepp. mô tả khoa học đầu tiên năm 1833.